# The Things That Matter
The Things That Matter ist das zweite Studioalbum des US-amerikanischen Country-Musikers Vince Gill. Es erschien 1985 unter dem Label RCA Nashville.
Einige Schallplattenpressungen des Albums enthielten fälschlicherweise die erste Seite des Albums Dreamland Express von John Denver, das ebenfalls 1985 unter demselben Label erschien.

## Titelliste
1. She Don’t Know (Gill) – 3:22
2. With You (Gill) – 4:43
3. Savannah (Don’t You Ever Think of Me) (Gill) – 3:18
4. Colder Than Winter (Gill) – 4:24
5. True Love (Gill) – 4:01
6. If It Weren’t for Him (Gill, Rosanne Cash) – 3:33
7. Ain’t It Always That Way (Dave Loggins) – 3:50
8. Oklahoma Borderline (Gill, Rodney Crowell, Guy Clark) – 3:38

## Rezeption
Die Musikwebsite Allmusic vergab drei von fünf möglichen Sternen für das Album. Das Album belegte Platz 63 der Billboard-Country-Album-Charts im Jahr 1985. Die Singleauskopplung True Love belegte Rang 32 der Billboard Country Songs  und blieb dort 17 Wochen. Die Single If It Weren’t for Him erreichte Platz fünf und zehn in Kanada und den USA. Oklahoma Borderline positionierte sich auf den Plätzen neun und 27 in den Vereinigten Staaten und in Kanada, und die 1986 veröffentlichte Auskopplung With You belegte Rang 33 in den USA und Platz 43 in Kanada.